# ديف نيومان (لاعب كرة قدم أسترالية)
ديف نيومان (بالإنجليزية: Dave Newman)‏ هو لاعب كرة قدم أسترالية أسترالي، ولد في 28 فبراير 1923، وتوفي في 4 فبراير 1995.

## وصلات خارجية
- ديف نيومان على موقع AustralianFootball.com (الإنجليزية)
- ديف نيومان على موقع AFLtables.com (الإنجليزية)